# Cyriel Dessers
Cyriel Kolawole Dessers (Tongeren, 8 dicembre 1994) è un calciatore belga naturalizzato nigeriano, attaccante del Rangers e della nazionale nigeriana.

## Biografia
È in possesso della cittadinanza nigeriana, in quanto la madre è originaria del paese africano.
Da piccolo ha recitato in un paio di episodi di Zone Stad, corrispondente belga della serie TV Distretto di Polizia.
Ha studiato legge fino all'età di vent'anni, quando ha firmato il suo primo contratto da professionista con l'OH Lovanio.

## Carriera

### Club
Cresciuto in diversi settori giovanili di squadre del Belgio, nel 2014, dopo aver debuttato in campionato con l'OH Lovanio, passa al Lokeren. Nel 2016 passa al NAC Breda mettendosi in mostra con 29 gol segnati in 40 partite di seconda serie olandese. La sua carriera è proseguita in Olanda con le maglie di Utrecht (19 reti in 56 partite) e Heracles Almelo (18 reti in 29 partite) prima di tornare in Belgio firmando per il Genk con cui mette insieme 45 presenze e 11 reti. Nel mezzo disputa la stagione 2021-2022 in prestito al Feyenoord laureandosi primo capocannoniere della storia della UEFA Europa Conference League con 10 gol, competizione poi persa in finale contro la Roma a Tirana il 25 maggio 2022.
Tornato al Genk dove inizia la stagione con 3 presenze e altrettanti gol, il 10 agosto 2022 Dessers viene acquistato per 6,5 milioni di euro  dalla Cremonese appena promossa in massima serie. Quattro giorni dopo, esordisce con i grigiorossi in Serie A nella partita in casa della Fiorentina, persa per 3-2. Trova la prima rete con i grigiorossi il 9 ottobre seguente, nella sconfitta per 1-4 in casa con il Napoli.
Il 1º febbraio 2023, va a segno su rigore nella vittoria per 1-2 in casa della Roma in Coppa Italia, che permette alla Cremonese di raggiungere le semifinali del torneo per la prima volta dopo 36 anni. Il 6 marzo successivo sigla la sua prima doppietta in grigiorosso, che tuttavia non basta alla sua squadra che perde 3-2 contro il Sassuolo.
Il 6 luglio 2023 passa a titolo definitivo ai Glasgow Rangers.

### Nazionale
Esordisce con la nazionale maggiore il 13 ottobre 2020 nell'amichevole pareggiata 1-1 contro la Tunisia.
Il 29 maggio 2022 realizza la sua prima rete in nazionale nell'amichevole persa per 2-1 contro il Messico.

## Statistiche

### Presenze e reti nei club
Statistiche aggiornate al 12 agosto 2025.
| Stagione        | Squadra         | Campionato      | Campionato | Campionato | Coppe nazionali | Coppe nazionali | Coppe nazionali | Coppe continentali | Coppe continentali | Coppe continentali | Altre coppe | Altre coppe | Altre coppe | Totale | Totale | Totale |
| Stagione        | Squadra         | Comp            | Pres       | Reti       | Comp            | Pres            | Reti            | Comp               | Pres               | Reti               | Comp        | Pres        | Reti        | Pres   | Reti   |        |
| --------------- | --------------- | --------------- | ---------- | ---------- | --------------- | --------------- | --------------- | ------------------ | ------------------ | ------------------ | ----------- | ----------- | ----------- | ------ | ------ | ------ |
| 2013-2014       | OH Lovanio      | D1              | 1+1        | 0          | CB              | -               | -               | -                  | -                  | -                  | -           | -           | -           | 2      | 0      |        |
| 2014-2015       | Lokeren         | D1              | 15+8       | 0+4        | CB              | 3               | 3               | UEL                | 3                  | 0                  | -           | -           | -           | 29     | 7      |        |
| 2015-2016       | Lokeren         | D1              | 10+1       | 0          | CB              | 0               | 0               | -                  | -                  | -                  | -           | -           | -           | 11     | 0      |        |
| Totale Lokeren  | Totale Lokeren  | Totale Lokeren  | 25+9       | 0+4        |                 | 3               | 3               |                    | 3                  | 0                  |             | -           | -           | 40     | 7      |        |
| 2016-2017       | NAC Breda       | EE              | 36+4       | 22+7       | CO              | 0               | 0               | -                  | -                  | -                  | -           | -           | -           | 40     | 29     |        |
| 2017-2018       | Utrecht         | ED              | 29+3       | 9          | CO              | 2               | 2               | UEL                | 5                  | 1                  | -           | -           | -           | 39     | 12     |        |
| 2018-2019       | Utrecht         | ED              | 11+4       | 3+2        | CO              | 2               | 2               | -                  | -                  | -                  | -           | -           | -           | 17     | 7      |        |
| Totale Utrecht  | Totale Utrecht  | Totale Utrecht  | 40+7       | 12+2       |                 | 4               | 4               |                    | 5                  | 1                  |             |             |             | 56     | 19     |        |
| 2019-2020       | Heracles Almelo | ED              | 26         | 15         | CO              | 3               | 3               | -                  | -                  | -                  | -           | -           | -           | 29     | 18     |        |
| 2020-2021       | Genk            | D1              | 28+4       | 4+3        | CB              | 2               | 0               | -                  | -                  | -                  | -           | -           | -           | 34     | 7      |        |
| ago. 2021       | Genk            | D1              | 3          | 0          | CB              | 0               | 0               | UCL                | 2                  | 1                  | SB          | 1           | 0           | 6      | 1      |        |
| ago. 2021-2022  | Feyenoord       | ED              | 27         | 9          | CO              | 1               | 1               | UECL               | 13                 | 10                 | -           | -           | -           | 41     | 20     |        |
| ago. 2022       | Genk            | D1              | 3          | 3          | CB              | 0               | 0               | -                  | -                  | -                  | -           | -           | -           | 3      | 3      |        |
| Totale Genk     | Totale Genk     | Totale Genk     | 34+4       | 7+3        |                 | 2               | 0               |                    | 2                  | 1                  |             | 1           | 0           | 43     | 11     |        |
| 2022-2023       | Cremonese       | A               | 26         | 6          | CI              | 3               | 1               | -                  | -                  | -                  | -           | -           | -           | 29     | 7      |        |
| 2023-2024       | Rangers         | SP              | 35         | 16         | CS+CdL          | 4+4             | 3+1             | UCL+UEL            | 4+7                | 1+1                | -           | -           | -           | 54     | 22     |        |
| 2024-2025       | Rangers         | SP              | 35         | 18         | CS+CdL          | 2+4             | 3+4             | UCL+UEL            | 2+12               | 1+3                | -           | -           | -           | 55     | 29     |        |
| 2025-2026       | Rangers         | SP              | 2          | 0          | CS+CdL          | 0               | 0               | UCL                | 4                  | 1                  | -           | -           | -           | 6      | 1      |        |
| Totale Rangers  | Totale Rangers  | Totale Rangers  | 72         | 34         |                 | 14              | 11              |                    | 29                 | 7                  |             | -           | -           | 115    | 52     |        |
| Totale carriera | Totale carriera | Totale carriera | 312        | 120        |                 | 30              | 23              |                    | 52                 | 19                 |             | 1           | 0           | 395    | 162    |        |

### Cronologia presenza e reti in nazionale
| Cronologia completa delle presenze e delle reti in nazionale ― Nigeria | Cronologia completa delle presenze e delle reti in nazionale ― Nigeria | Cronologia completa delle presenze e delle reti in nazionale ― Nigeria | Cronologia completa delle presenze e delle reti in nazionale ― Nigeria | Cronologia completa delle presenze e delle reti in nazionale ― Nigeria | Cronologia completa delle presenze e delle reti in nazionale ― Nigeria | Cronologia completa delle presenze e delle reti in nazionale ― Nigeria | Cronologia completa delle presenze e delle reti in nazionale ― Nigeria |
| Data                                                                   | Città                                                                  | In casa                                                                | Risultato                                                              | Ospiti                                                                 | Competizione                                                           | Reti                                                                   | Note                                                                   |
| ---------------------------------------------------------------------- | ---------------------------------------------------------------------- | ---------------------------------------------------------------------- | ---------------------------------------------------------------------- | ---------------------------------------------------------------------- | ---------------------------------------------------------------------- | ---------------------------------------------------------------------- | ---------------------------------------------------------------------- |
| 13-10-2020                                                             | Ferlach                                                                | Nigeria                                                                | 1 – 1                                                                  | Tunisia                                                                | Amichevole                                                             | -                                                                      | 72’                                                                    |
| 29-5-2022                                                              | Arlington                                                              | Messico                                                                | 2 – 1                                                                  | Nigeria                                                                | Amichevole                                                             | 1                                                                      | 81’                                                                    |
| 3-6-2022                                                               | Harrison                                                               | Ecuador                                                                | 1 – 0                                                                  | Nigeria                                                                | Amichevole                                                             | -                                                                      |                                                                        |
| 27-9-2022                                                              | Bir El Djir                                                            | Algeria                                                                | 2 – 1                                                                  | Nigeria                                                                | Amichevole                                                             | -                                                                      | 85’                                                                    |
| 22-3-2024                                                              | Marrakech                                                              | Nigeria                                                                | 2 – 1                                                                  | Ghana                                                                  | Amichevole                                                             | 1                                                                      | 72’                                                                    |
| 26-3-2024                                                              | Bamako                                                                 | Mali                                                                   | 2 – 0                                                                  | Nigeria                                                                | Amichevole                                                             | -                                                                      | 34’                                                                    |
| 28-5-2025                                                              | Brentford                                                              | Ghana                                                                  | 1 – 2                                                                  | Nigeria                                                                | Amichevole                                                             | 1                                                                      |                                                                        |
| 31-5-2025                                                              | Brentford                                                              | Giamaica                                                               | 2 – 2 (4 – 5 dtr)                                                      | Nigeria                                                                | Amichevole                                                             | -                                                                      | 75’                                                                    |
| Totale                                                                 |                                                                        | Presenze                                                               | 8                                                                      |                                                                        | Reti                                                                   | 3                                                                      |                                                                        |

## Palmarès

### Club
- Coppa del Belgio: 1

Genk: 2020-2021
- Coppa di Lega scozzese: 1

Rangers: 2023-2024

### Individuale
- Capocannoniere della UEFA Europa Conference League: 1

2021-2022 (10 reti)
- Squadra della stagione della UEFA Europa Conference League: 1

2021-2022
- Capocannoniere del Campionato scozzese: 1

2024-2025 (18 reti)